# 魏文波 (少將)
魏文波，中华人民共和国政治人物、軍事人物，中国共产党黨員。中國人民解放軍少將軍階，第十四屆全國人大代表。曾任貴州省軍區政治部主任、山西省軍區政治委員、陆军第七十五集团军政治委員。